# Bomolochus bramus
Bomolochus bramus is een eenoogkreeftjessoort uit de familie van de Bomolochidae. De wetenschappelijke naam van de soort is voor het eerst geldig gepubliceerd in 2009 door Ho & Lin.